# Gabor Rejto
Gabor Rejto (geboren als Gábor Rejtő; * 1916 in Budapest, Ungarn; † 26. Juni 1987 in Los Angeles) war ein US-amerikanischer Cellist und Musikpädagoge ungarischer Herkunft.

## Leben
Gabor Rejto wurde in Budapest, Ungarn im Jahre 1916 geboren. Sein erster Cellolehrer war Friedrich Teller, ein Lehrer, dessen Ideen für die damalige Zeit außerordentlich fortschrittlich waren. Mit sechzehn Jahren wurde Rejto in die Liszt-Akademie (heute Liszt Ferenc Memorial Museum) aufgenommen. Er studierte unter Adolf Schiffer (ein Schüler und ehemaliger Assistent des großen David Popper), und zwei Jahre später begann er mit seinem Diplom seine europäische Konzertkarriere.
Mit zwanzig Jahren ging er für zwei Jahre zum Unterricht zu Pablo Casals, zunächst in Barcelona und dann in Prades. Casals erarbeitete mit ihm fast einen Monat lang nur an der grundlegende Technik – Komposition folgte dann später. Casals Cello-Technik galt in jener Zeit als revolutionär.
Rejto konzertierte ausgiebig durch Europa und spielte mit den großen Symphonieorchestern von Wien, Budapest, Rom, Warschau und anderen. Er gab auch Solo-Auftritte in den großen Städten Europas. 1939 emigrierte er in die USA. Bald ließ er sich in Kalifornien nieder.
Hier lebte Yehudi Menuhin in seinem Haus am Highway 17 von San Jose nach Santa Cruz in der Nähe von Los Gatos. Dieser hatte geheiratet und zwei Kinder, die 1939 und 1940 geboren wurden. Weil der Krieg in Europa wütete und Konzerte dort immer sporadischer wurden, hatte er mehr Freizeit und initiierte er regelmäßige Musik-Sessions mit mehreren seiner Freunde, die wöchentlich von San Francisco kamen. Adolph Baller, den Pianisten, hatte Menuhin 1938 in sein Gästehaus aufgenommen und Gabor Rejto kam als Cellist hinzu.

## Alma Trio
Als sie 1942 das Alma Trio – benannt nach Menuhins Haus – gründeten, war auch der Geiger Jenő Léner Gründungsmitglied, denn Menuhin wollte sich nicht an das Trio binden. Lener hatte sich im Juni 1942 im Zorn von seinem bereits 1918 als „Lehner Quartett“ in Budapest an der Franz-Liszt-Akademie gegründeten Streichquartett getrennt. Es dauerte jedoch nur ca. ein Jahr, bis er ein neues Quartett gebildet hatte, so dass er von Roman Totenberg ersetzt wurde, der bis 1953 dem Trio angehörte. Auch Rejto spielte gelegentlich im Lener Quartett. Auch Baller und Rejto traten hin und wieder als Duo auf. Sie waren das erste Trio, das nach 1963 nach Russland eingeladen wurde, wo sie 18 Konzerte gaben und noch einmal 19 in der Tschechoslowakei.
Historisch wertvoll sind seine Aufnahmen mit Adolph Baller: Sonate für Violoncello und Klavier Nr. 2 F-Dur op. 99 (Brahms 1887) sowie Sonate für Violoncello und Klavier Nr. 1 e-moll op. 38 (Brahms 1865).
Im Jahr 1952 unternahm Gabor Rejto mit Yaltah Menuhin als Pianistin eine ausgedehnte Tournee über Hawaii durch Neuseeland. Über einen Zeitraum von fünf Wochen gaben sie mit großem Erfolg etwa 25 Konzerte.

## Lehrer
Im Laufe seiner Karriere unterrichtete er an der Manhattan School of Music und Eastman School of Music an der University of Rochester und von 1954 bis zu seinem Tod war Professor für Violoncello an der University of Southern California. Hier unterrichtete er die Meisterklasse an der Music Academy of the West in Santa Barbara. Seine Erfahrungen in der Kammermusik zogen viele Schüler in seine „Cello Workshops“, die er in mehreren amerikanischen Städten anbot.
Rejto wurde zum „Artist Teacher of the Year“ am 25. Jahrestag der American String Teachers Association gewählt. Er war ein Lehrer, der glaubte, dass die Schüler als Individuen unterrichtet werden sollten. Nicht nur der instrumentellen Ansatz war ihm wichtig, sondern auch der persönliche Blickwinkel. Ein Lehrer sollte sowohl Psychologe als auch Ausbilder sein. So unterrichtete er auch in den Sommerkursen von Marlboro, Sion und Aspen.
Seine Ehefrau Alice Rejto war Pianistin. Sein Sohn Peter Rejto gründete das Tucson Winter Chamber Music Festival in Arizona und spielt wie sein Vater Cello.
Rejtos letzter öffentlicher Auftritt war im Mai 1987 in einem Dvorak-Konzert mit dem USC Community Symphony Orchestre. Er starb an einem Hirntumor am 26. Juni 1987.